# Аврам Садикарио
Аврам Юсеф Садикарио (на македонска литературна норма: Аврам Садикарио; на ладино: Avram Jusef Sadikario) е поет и лекар от Република Македония.

## Биография
Роден е през 1919 година в еврейско семейство в Битоля, тогава в новосъздаденото Кралство на сърби, хървати и словенци. Завършва основно училище и гимназия в Битоля. В 1938 г. започва да учи медицина в Белград, но в 1941 г. се връща в Битоля, поради окупацията на Югославия. Участва в съпротивителното движение. От 1943 до 1944 година е затворен в лагер в Плевен. Носител е на Орден за заслуги за народа от първи ред и Орден братство единство от първи ред.
Дипломира се в Медицинския факултет на Софийския университет в 1945 г. Същата година се връща в Югославия и работи в Куманово като детски лекар. От 1946 г. до пенсионирането си в 1984 г. е редовен професор и директор на Клиниката за детски болести в Скопие. Член е на Дружеството на писателите на Македония от 1973 година. Пише на македонски литературен език и на ладински.
В 1995 година в интервю за Американския мемориален музей на Холокоста заявява:
| „ | Дойдоха германците, но набързо тая власт германска, макар и да останаха няколко германци, беше веднага предадена на българите. И мога да кажа, че на първо време и един добър дял на македонския народ мислеше, че българите идват като освободители в Битоля и добре ги посрещнаха. Само за късо време. После си ги показаха, както се казва, рогата и после ясно народът се отдели от тая нова власт. И тая нова власт се видя, че не е освободителна, както си мислеха, ясно беше, че е фашистка. | “ |

В 2005 година издава спомени, в които пише:
| „ | Когато германците дойдоха, улиците бяха пусти, някои хора се съпротивляваха, но всички бяха убити. Просто ей така. Германците бяха в Битоля много кратко време, преди българите да дойдат и да окупират Битоля. Възрастните македонци ги приветстваха като освободители. Те смятаха, че с българите са един народ. | “ |

Женен е за Жамила Колономос. Умира в август 2007 година в Скопие.